# Kenton County
Kenton County is een county in de Amerikaanse staat Kentucky.
De county heeft een landoppervlakte van 420 km² en telt 151.464 inwoners (volkstelling 2000). De hoofdsteden zijn Covington en Independence.

## Bevolkingsontwikkeling

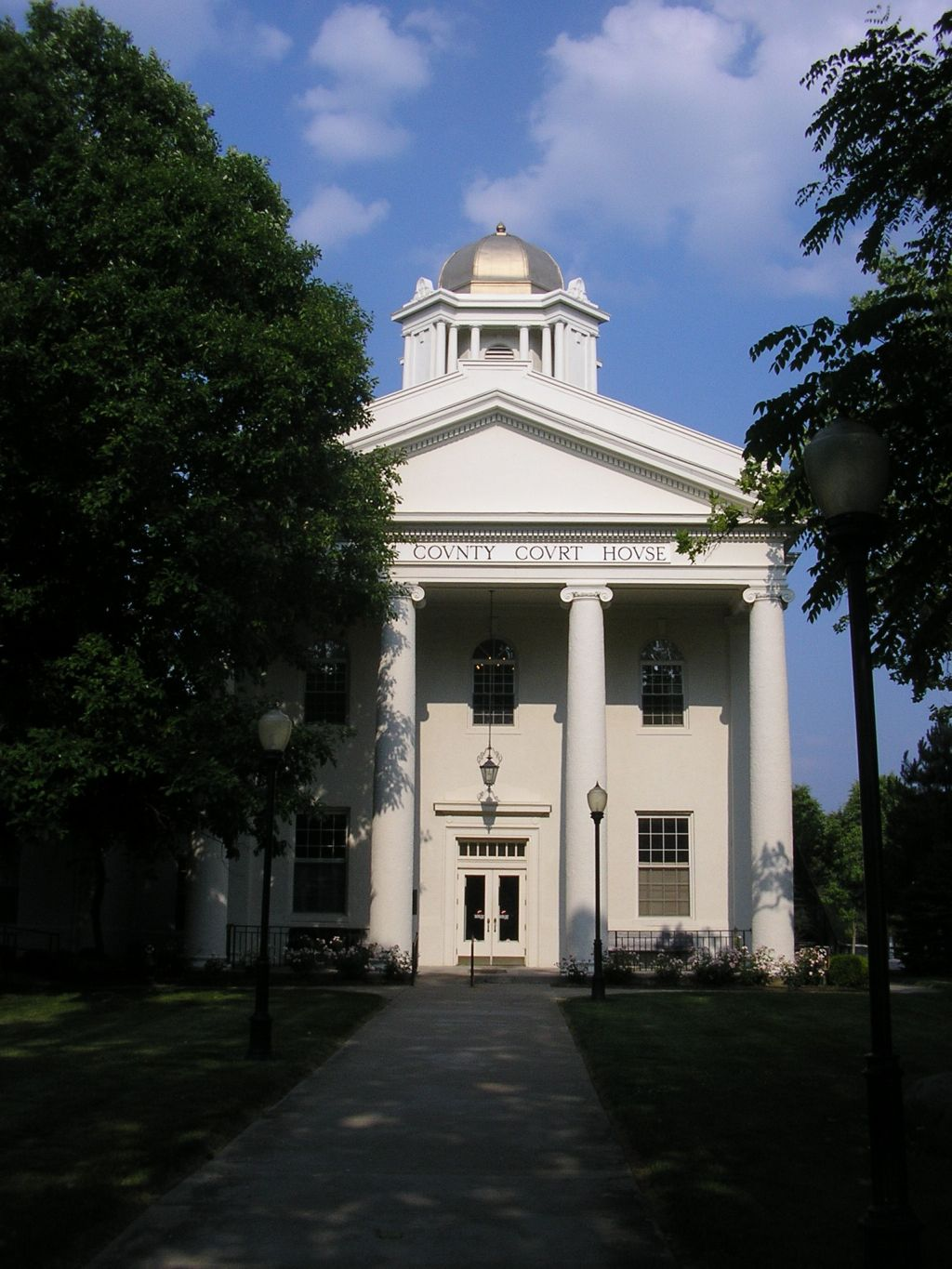
Kenton County Courthouse